# L'Électricité

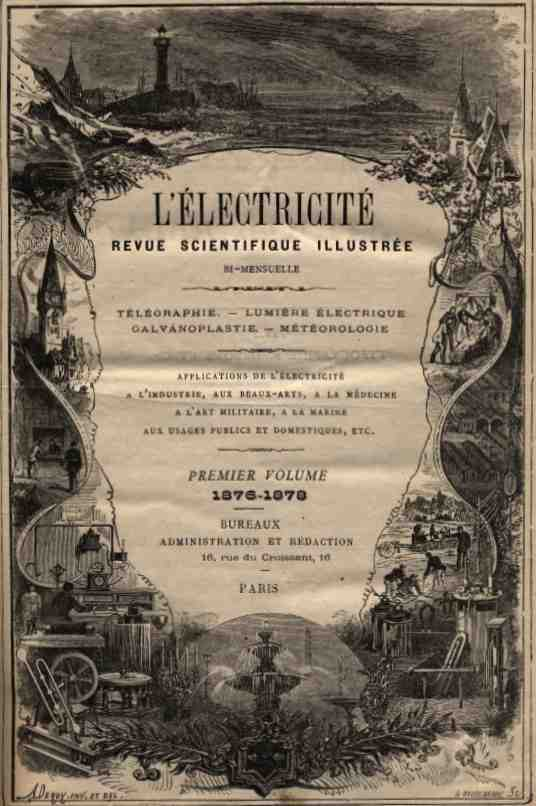

L'Électricité est une revue scientifique illustrée française créée en 1876. Elle devait servir d'organe de presse à l'exposition d'électricité qui devait avoir lieu à Paris. Celle-ci ayant été abandonnée au profit de l'exposition universelle de 1878 organisée à Paris, la publication fut suspendue, puis reprise en 1878. Elle a disparu en 1894.

## Principaux collaborateurs
- E. de Clisson, Directeur
- Wilfrid de Fonvielle, secrétaire de rédaction
- Le comte Hallez d'Arros, secrétaire de rédaction
- Le comte Théodose du Moncel, membre de l'Institut
- Henri de Parville, rédacteur scientifique au Journal Officiel
- Charles Bontemps, ingénieur des télégraphes français
- Chautard, Professeur à la faculté libre des sciences de Lille
- Daguin, Professeur à la faculté des sciences de Toulouse
- Gaiffe, constructeur électricien
- H. Lartigue, ingénieur en chef, directeur du service télégraphique des chemins de fer du Nord
- Marié Davy, directeur de l'Observatoire de Montsouris
- Le Docteur Onimus
- Luigi Palmieri, directeur de l'Observatoire du Vésuve
- Strombo, Professeur à l'université d'Athènes
- Le commandant Trève, Capitaine de vaisseau
- Zenger, Professeur à l'université de Prague